# Episteme bellatrix
Episteme bellatrix là một loài bướm đêm trong họ Noctuidae.